# Gramática del uwa
El término gramática uwa hace referencia a la gramática del idioma uwa (conocido previamente como Tunebo), es decir, el estudio de las reglas que lo rigen.
El uwa es una lengua amerindia perteneciente a la familia de las lenguas magdalénicas, subgrupo de la gran familia chibcha. Los investigadores Jijón, Caamaño, Rivet y Mason clasifican al uwa como una lengua chibcha, mientras que Wheeler, Castellvi y Pérez lo colocan como parte de la familia lingüística chibcha central. Cassani en 1794 ya consideraba al tunebo como un dialecto del muisca. La existencia de la familia lingüística chibcha fue establecida por Max Uhle en su ponencia Verwandtschaften und Wanderungen der Tschibtscha, presentada al séptimo Congreso Internacional de Americanistas (1888) demostrando la relación de parentesco entre el muisca, las lenguas arhuacas (cágaba, guamaca, bintucua), las llamadas lenguas talamanqueñas (bribri, cabécar, térraba y boruca) y las lenguas guaimíes (move, murire, muoy). Posee una similitud lexical principalmente con el muisca en un 44 % y con el damana en aproximadamente un 35 %
El uw cuwa es una lengua ergativa dependiente de los casos. El orden predominante de las palabras es Sujeto-Complemento-Verbo en las frases principalmente declarativas. El alfabeto uw propuesto por Headland se compone de 19 letras: a, b, c, ch, e, h, i, j, m, n, o, q, r, s, t, u, w, w̃, y; se pronuncian igual que en castellano, con algunas variaciones. Por ejemplo:
- Bonit-at eb yá-ca-ro.
- ratón-ergativo maíz comer-presente-declinación
- El ratón se está comiendo el maíz.[1]

Sin embargo, en la escritura oficial del Resguardo Unificado en textos posteriores a 2021  se usan las siguientes letras: a, b, e, h, i, j, k, m, n, o, r, s, sh, t, u, w, w̃, y. Es decir que se ha sustituido las letras c-, qu- por k y ch se convierte en sh. 

## Componentes de la oración
En uw cuwa hay números, sustantivos, pronombres, adjetivos, verbos, adverbios y posposiciones.

### Número
Los números en uw cuwa están basados en un sistema decimal. Hay palabras para los números hasta nueve. Los números superiores se forman añadiendo palabras y varía según el dialecto, en este caso, son los usados en tunebo central. Los numerales van después del sujeto en las frases nominales.
bayara bucáy
dos perros
| 1 úbistia/ubstia | 6 téraya  |
| 2 bucaya         | 7 cucuia  |
| 3 baya           | 8 ábia    |
| 4 bacaya         | 9 estária |
| 5 esía           | 10 ucásia |

En cuanto a los números ordinales, normalmente van integrados a los sustantivos. Como no se modifica el acento tónico de los mismos, hay que conservar el acento en la declinación:
- bacaya: bacáy
- bawoy "la tercera vez"
- bat "el tercer día"

| 1° ibtu  | 6° teroy    |
| 2° bucoy | 7° cucuwóy  |
| 3° bawoy | 8° abwoy    |
| 4° bacoy | 9° estarwoy |
| 5° eswoy | 10° ucaswoy |

ucasi bucáy bawoy ques ubisti: 21
diez dos (tercer diez) más uno
diez por dos más uno hacia el tercer diez.
ucasi abi estarwoy ques bacay: 84
diez por ocho más cuatro hacia el noveno diez[cita requerida]
ucasi bacáy eswoy ques esí: 45
diez por cuatro más cinco hacia el quinto diez[cita requerida]

### Sustantivo
Todos los sustantivos aislados terminan en -a. La mayoría de las inflexiones de los sustantivos se da a nivel de frase y no al de la palabra. Estos se subdividen en las siguientes clases:

#### Sustantivos humanos
Estos pueden llevar el morfema -in que indica en la mayoría de los casos el número plural. Estos denotan seres humanos (parentescos, nombres y lugares de proveniencia). Los que no lo llevan, tienen una palabra alternativa: wacjá "hijo", sasa "hijos". En ocasiones los nombre propios poseen un sufijo indicador de género (-abá "mamá",-wiya "mujer" y -cuba para el masculino). Por ejemplo, Ririsabá y Baskowiya son femeninos y Wiscuba es masculino.

#### Sustantivos verbales
Se derivan de los verbos al adicionar las partículas -quib, -quin, o -quey. El sufijo -quib forma sustantivos referentes a una persona (singular) que ejecuta la acción: yew̃quib (lo que lleva). Se usa el sufijo -quin para indicar plurales: yew̃quin (los que lleva). El sufijo -quey se refiere a la acción o el complemento: raquey (venida), rojoquey (traído)

#### Otros sustantivos
Los restantes no indican ni número ni carácter humano

### Pronombre
- Pronombres nominativos

Al igual que en español, el tunebo hace la diferencia entre persona y número. En las terceras personas también diferencia en la distancia: proximidad y lejanía:
| persona                                               | singular  | plural      |
| ----------------------------------------------------- | --------- | ----------- |
| primera (yo) / nosotros (as)                          | asa, as   | isa, is     |
| segunda tú, usted / ustedes                           | baha, bah | baa         |
| tercera (él aquí/ella aquí) / (ellos aquí/ellas aquí) | uiya      | wíyina      |
| tercera (él allá/ella allá) / (ellos allá/ellas allá) | eya, ey   | eyina, eyin |

Los pronombres nominativos también pueden servir como posesivos usados antes de un sustantivo:
As abro: Mi mamá
As ray bar bahna-jac-ro: Mi plata se acabó.
mi plata ya acabarse-(pasado)-(declaración)
- Pronombres demostrativos

eya: eso(a)
ucha: esto(a)
- Pronombres reflexivos

| persona          | singular | plural |
| ---------------- | -------- | ------ |
| primera: (mismo) | ajmar    | ijmár  |
| segunda: (mismo) | behmar   | bemar  |
| tercera: (mismo) | ima      | imar   |

Asa ajmar benro. Istiy áytiro.
Yo mismo voy. No voy a mandar a otro.
Pronombres genitivos atributivos
| persona           | singular | plural  |
| ----------------- | -------- | ------- |
| primera           | ajáy     | isay    |
| segunda           | bahay    | bay     |
| tercera (próximo) | uiyay    | uiyinay |
| tercera (lejano)  | eya      | eyinay  |

'Ir eya isay-ro.'
comida esa (lejano) nuestro-decl.
(Esa comida es nuestra)

### Adjetivos
Como en otros idiomas, los adjetivos describen una característica del sujeto. En tunebo la forma más común es el uso de la forma verbal (uso de la declaración -ro), las frases tienen el siguiente orden (S+A+V). Los adjetivos van después del sustantivo, no concuerdan con género ni con número.
Carson bacsoy racat-ro.
pantalones negro querer-declaración
Quiero pantalones negros.
Oriquen-ro.
bonito-declaración
Es bonito.

#### Adjetivo cuantificador
Los cuantificadores van después del sujeto en frases nominativas
cajc-an bahnác
tierra-énfasis todo
toda la tierra
La repetición de un adjetivo cuantificador.
conu conu chéy-cuway-ra
poco poco tener-acción típica-contrastivizador
Casi no hay

## Verbos

### Verbos transitivos
Los verbos transitivos implican dos actores en la frase. Un actor que ejecuta y otro que recibe la acción, este último puede ser un objeto inanimado
Aj-át bajít wá-ro-ra.
yo-ergativo machete comprar-declaración-contrastivizador
Yo compré un machete.
Sér-in-at án-ti-ro.
hombre-género/plural-ergativo cocinar-negación-declaración
Los hombres no cocinan.

### Verbos intransitivos
Los verbos intransitivos implican acciones realizadas por un solo actor, como es el caso de los verbos de desplazamiento:
Asa rícra wiqui-n-ro.
yo día volver-intención-declaración
Yo volveré de día.

### Verbos bitransitivos
Los verbos bitransitivos implican un sujeto, un complemento y una fuente o meta para el movimiento del complemento.
Bah-at-an chiht-an as-ac ro-w̃i.
tú-ergativo-énfasis mensaje-énfasis mi-destino traer-imperativo
Tráigame la razón.
Babcar ac cuncuwari bacáy bi-ca-ro.
Babcara destino totuma dejar ir-presente-declaración
Voy a dejar la totuma para Babcara.

### Verbos impersonales
En tunebo, hay eventos que no eran intencionales, normalmente solo existen sus formas del pasado. Tales verbos son: vomitar, sangrar, estar cansado.
As bar seo-jac-ro.
yo ya cansar-pasado-declaración
Yo ya me cansé.

### Verbos de cláusula objetiva
Se trata de una serie de verbos que se refieren al acto de hablar, a las percepciones o pensamientos que actúan como complemento de las oraciones. Los más importantes son: waquinro (decir), séhw̃anro "pensar".

"As-ra bar be-n-ro", wa-no-ra.
yo-contrastivizador ya ir-intención-declaración decir-declaración-contrastivizador.
Yo dije que "ya me voy".
"As erar eyta ac be-n-ro", séhw̃a-ro.
yo allá así destino ir-intención-declaración pensar-declaración
Yo pienso "me voy allá y me demoro eso".
As ucasi ac be-n séhw̃a-ro.
yo diez (días) destino ir-intención pensar-declaración
"Yo pienso ir por diez días".

### Verbos auxiliares
Los verbos auxiliares del tunebo son yajquinro (hacer), cháquinro (poner), tenro (ganar), rehquinro (estar), rauwinro (entrar) y óraro (suponer).

### Verbos copulativos
El único verbo copulativo, rehquinro expresa el estado de las cosas.
cuc wini reh-ca-ro
sed dar estar-presente-declaración
(Él) tiene sed.
Ahní reh-jec-ro.
feliz estar-pasado-declaración
(Él) está feliz.
cue reh-ti ja-w̃i.
triste estar-no auxiliar-imperativo
No esté triste.

### Sufijos verbales
Los verbos del tunebo llevan sufijos indicadores de tiempo o modo (pasado, presente, futuro, pasado reciente y futuro próximo, intención, negación, capacidad u obligación, e imposibilidad), y otro tipo de sufijos de modo que indica pregunta, declaración: (con involucramiento o sin involucramiento), mandato o contraste. El verbo no indica persona, aunque hay ciertas formas que permiten diferenciarlos. Por ejemplo, la forma intencional -n casi siempre es propia de la primera persona, las formas para preguntas -ca y mandatos -wa corresponden a la segunda persona, y la forma sin involucración -cua, -no a la tercera persona.

#### Sufijos de intención
Los sufijos -n o -in indican la intención de cumplirse con la acción del verbo. El tiempo es futuro.
- Bacat ubach tuw̃-in-ro.
- cuatro(días) casa hacer en paja-intención-declaración
- En cuatro días voy a hacer la casa (en paja).

#### Sufijos de negación
La negación se indica con el sufijo -ti.
Ahajira bahnaqu-i sín-ti-ro.
todavía todo-no aprender-neg-decl
Todavía no he aprendido todo.

#### Sufijos de capacidad u obligación
La capacidad u obligación se indica en el verbo con el sufijo -ata. Indica que algo puede o debe hacerse. El tiempo es el futuro. También puede usarse para aconsejar,como alternativa al uso del imperativo.
- Bi-r as abi cuan-áta-ro.
- ir-después yo ocho amanecer-obligación-declaración
- Cuando tenga que ir me demoraré ocho días.[1]

- Asa cuanmít Güicán be-n séha-ro... Eyta bira ir an-áta-ro.
- yo mañana Güicán ir-intención pensar-declaración así es comida cocina-obligación-declaración
- Yo pienso ir a Güicán mañana... Por eso tú tienes que cocinar.[1]

#### Sufijos de imposibilidad
La imposibilidad o prohibición en el verbo se indica con el sufijo -ajar.
Is oya bár bin-at-ra ay éy-in-ra yéhw̃-ajar-cua-no.
nosotros ropa no quien-ergativo-contrastivizador bueno 3-género/plural-contrastivizador casar-imposibilidad-acción típica-decl
Nosotros los pobres no podemos casarnos con las buenas (mujeres).

#### Presente, pasado y futuro inmediatos
El tiempo se indica en el verbo. El sufijo -ca indica el presente continuo. (La acción continúa durante un período de tiempo). En otros verbos el tiempo presente no se indica.
- racaro: está viniendo
- bicaro: está yendo
- tácaro está cantando
- wacaro está diciendo
- tew̃ro (excepción) está hablando[1]

El tiempo pasado se indica usando -jac/-jec/-joc, el pasado inmediato con -ira/-iri y el futuro inmediato con -ayquira.
Is-an Babru jor ro-joc-ro.
nosotros-énfasis Pablo con venir-pasado-declaración
Nosotros vinimos con Pablo.
As-ra bar wuqu-iri.
yo-contrastivizador ya regresar-pasado inmediato
Yo acabo de regresar. (Mi compañero quedó allá).

#### Sufijos interrogativos
La interrogación en el verbo se indica con el sufijo -ca/qui en el "presente", o -ya/yi en el "pasado".
Baha bitat ben-ca?
usted cuando va-interrogación
¿Cuándo se va usted?

#### Sufijos declarativos
Se indica con el sufijo -ro o -no.
Aj-át bah chi-in-ro.
yo-erg usted llamar-intención-declaración
Yo voy a llamarlo.

#### Sufijo imperativo
Llevan el sufijo -wa/-w̃a, -wi/w̃i.
An-wi.
cocinar-imperativo
Cocina!

#### Sufijo de distanciamiento
El no involucramiento o distancia en el tiempo y el espacio en el verbo se indica con el sufijo -cua. Este sufijo también indica también estados típicos.
Erara cat querosa bar cu-jac-cua-no.
allá también perico ya llegar-pasado-no involucramiento-declaración
Los pericos ya llegaron allá.

#### Sufijo de contraste
El contraste en el verbo se indica con el sufijo -ra. Se usa para ayudar a distinguir entre los hablantes.
Sábaro as wísturur cu ba cu-ro-ra. Etar sicor isuwar bar ró-no-ra.
Sábado yo arriba llegar dejar regresar-del-contrastivizador. Entonces otra-vez abajo ya venir-declaración-contrastivizador
El sábado yo subí y ya regresé de nuevo.

#### Sufijos numerales
Algunos verbos indican singular o plural mediante un cambio en la vocal de la raíz:
rajacro él/ella vino / rojocro ellos vinieron
yehnjacro él/ella levantó / yinjacro ellos levantaron